# Карамбай
Карамбай — разъезд в Можгинском районе Удмуртской республики.

## География
Находится в южной части Удмуртии на расстоянии приблизительно 23 км на северо-восток по прямой от районного центра города Можга у железнодорожной линии Казань-Агрыз.

## История
Известен с 1957 года как поселок и разъезд. До 2021 года входил в состав Мельниковского сельского поселения.

## Население
Постоянное население составляло: 47 человек в 2002 году (русские 38 %, удмурты 53 %), 42 в 2012.